# 萨克塔甘·拜舍夫
萨克塔甘·拜舍维奇·拜舍夫（俄语：Сактаган Баишевич Баишев；1909年10月1日—1982年6月18日），哈萨克族，苏联党和国家领导人，哈萨克苏维埃社会主义共和国科学院院士。曾任哈萨克苏维埃社会主义共和国科学院副院长、经济研究所所长，哈萨克苏维埃社会主义共和国最高苏维埃主席等职务。经济学博士。

## 生平
- 1909年9月18日（格里历：10月1日）出生于沙俄奥伦堡省阿克扎尔村。1927年毕业于特米尔俄哈双语七年制劳动学校。
- 1927年-1930年，卡萨克派铜冶炼厂工人兼少先队卡萨克派市地区局主席。
- 1930年，共青团突厥斯坦市委执行书记兼《青年列宁主义者报》编辑部主任。
- 1931年-1933年，苏联红军服役。1931年加入联共（布）。
- 1933年-1937年，《青年列宁主义者报》副主编。1937年毕业于哈共（布）马列主义学院。
- 1937年-1938年，马恩列思想研究所哈共（布）分部主任。
- 1938年-1941年，《哈萨克社会主义报》执行主编。
- 1941年-1946年，苏联红军服役。任第100步兵旅政治部主任，营高级政委军衔。作为突击第3集团军一员参与柏林战役。
- 1946年，哈萨克苏维埃社会主义共和国艺术部长。
- 1946年-1956年，哈共（布）马恩列斯研究所所长。
- 1956年-1968年，哈萨克苏维埃社会主义共和国科学院副院长，1956年当选科学院院士。

期间，1959年3月-1963年3月，哈萨克苏维埃社会主义共和国最高苏维埃主席。

1963年-1968年，哈萨克苏维埃社会主义共和国科学院经济研究所所长。

1967年-1968年，哈萨克苏维埃社会主义共和国科学院主席团成员。

- 1968年-1982年6月，哈萨克苏维埃社会主义共和国科学院经济研究所系主任。
- 1982年6月18日于阿拉木图逝世，享年72岁。

巴伊舍夫是第1-6届哈萨克苏维埃社会主义共和国最高苏维埃代表。

## 著作
拜舍夫将马克思的《资本论》翻译成哈萨克语；选编了两卷马恩列宁著作，包括列宁的《俄国资本主义的发展》，《帝国主义是资本主义的最高阶段》等文章。他最著名的著作有《哈萨克斯坦的社会主义工业化》（1949）、《哈萨克的社会主义大变革》（1950）等。在多年的科学和社会研究中，他总共发表了300多部著作。

## 荣誉
- 一级卫国战争勋章
- 十月革命勋章
- 两次劳动红旗勋章
- 荣誉勋章
- 攻克柏林奖章
- 1941-1945年伟大卫国战争胜利二十周年奖章
- 1941-1945年伟大卫国战争胜利三十周年奖章
- 纪念列宁诞辰一百周年奖章